# Jacob Druckman

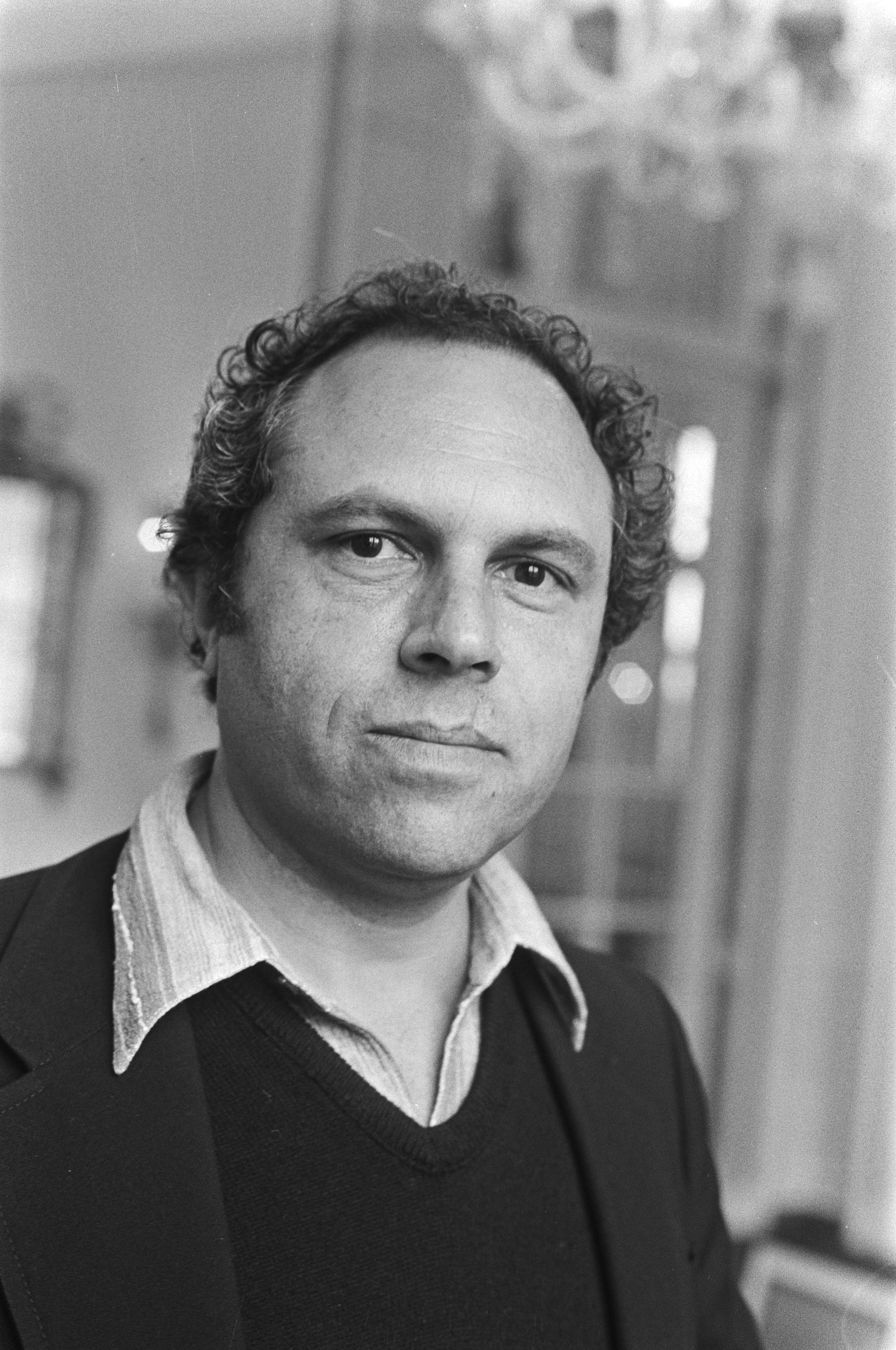
Jacob Druckman (1976).

Jacob Raphael Druckman (* 26. Juni 1928 in Philadelphia, Pennsylvania; † 24. Mai 1996 in New Haven, Connecticut) war ein US-amerikanischer Komponist und Musikpädagoge.

## Leben und Wirken
Druckman hatte als Kind Klavier- und Violinunterricht und studierte zehnjährig bei Louis Gesensway Solfège, Harmonielehre und Kontrapunkt. Er nahm später Unterricht bei René Longby und wirkte fünfzehnjährig als Komponist und Trompeter in Jazzensembles. Er nahm an einem Kompositionsseminar von Aaron Copland in Tanglewood teil und studierte ab 1949 an der Juilliard School bei Peter Mennin, Bernard Wagenaar und Vincent Persichetti. 1953 studierte er als Fulbright-Stipendiat bei Tony Aubin an der École Normale de Musique in Paris. 1956 erlangte er den Mastergrad an der Juilliard School, wo er von 1957 bis 1972 unterrichtete. Außerdem unterrichtete er in Tanglewood und war von 1961 bis 1967 Lehrer am Bard College.
Ab 1965 arbeitete Druckman am Columbia-Princeton Electronic Music Center, 1971–72 war er Direktor des Studios für elektronische Musik der Yale University, wo er 1976 Rektor der Musikfakultät und Professor für Komposition wurde. 1982 war er Resident-In-Music an der American Academy in Rom und composer-in-residence des New York Philharmonic Orchestra. Er wurde Mitglied der American Academy of Arts and Letters (1978), Präsident der Fondation Koussevitzky (1980) des Aaron Copland Fund for Music (1991).
Druckman komponierte Orchesterwerke und Kammermusik, Vokalwerke und elektroakustische Musik, außerdem auch Schauspiel-, Film- und Tanzmusik. Für das Werk Windows für großes Orchester (1972) wurde er mit dem Pulitzer-Preis ausgezeichnet. Seine Werke wurden von bedeutenden amerikanischen und internationalen Orchestern aufgeführt (u. a. dem Chicago Symphony Orchestra, dem New York Philharmonic Orchestra und dem Philadelphia Orchestra) und brachten ihm Auszeichnungen wie den Thorne Foundation Award (1972), zwei Guggenheim-Stipendien (1957 und 1968) und den Publication Award der Society for the Publication of American Music (1967).

## Werke
- The Sound of Time, 1964
- Streichquartett Nr. 2, 1966
- Valentine et Animus III, 1968
- Windows, 1972
- Delizie contente che l'alme beate, 1973
- Streichquartett Nr. 3, 1973
- Lamia, 1974
- Other Voices, 1976
- Mirage, 1976
- Animus IV, 1977
- Konzert für Bratsche und Orchester, 1978
- Concerto pour alto, 1978
- Aureole, 1979
- Prism, 1980
- Brangle, 1989
- Shog, 1991
- Counterpoise, 1994